# Język bira
Język bira – język z rodziny bantu, używany w Demokratycznej Republice Konga i Ugandzie. W 1972 roku liczba mówiących wynosiła ok. 32 tysięcy.